# Shmurdaville
Shmurdaville est le premier album de Bobby Shmurda, sorti le 14 octobre 2014.

## Liste des titres
| No  | Titre                  | Auteur        | Durée |
| --- | ---------------------- | ------------- | ----- |
| 1.  | My Nigg*z              | Bobby Shmurda | 3:26  |
| 2.  | Brand New Shmoney      | Bobby Shmurda | 1:13  |
| 3.  | Act Right              | Bobby Shmurda | 2:08  |
| 4.  | For Real               | Bobby Shmurda | 2:42  |
| 5.  | Body Dance             | Bobby Shmurda | 2:59  |
| 6.  | No Games               | Bobby Shmurda | 1:22  |
| 7.  | How Can I Lose         | Bobby Shmurda | 2:27  |
| 8.  | I Love My Squad        | Bobby Shmurda | 2:10  |
| 9.  | Computers              | Bobby Shmurda | 2:41  |
| 10. | Bout That Sacc         | Bobby Shmurda | 2:44  |
| 11. | Take It Easy           | Bobby Shmurda | 2:15  |
| 12. | Shmoney Dance          | Bobby Shmurda | 2:36  |
| 13. | Shyste Time            | Bobby Shmurda | 2:04  |
| 14. | Can't Forget About Hot | Bobby Shmurda | 2:01  |
| 15. | This Is Shmurda        | Bobby Shmurda | 3:36  |
| 16. | Trap On                | Bobby Shmurda | 4:37  |